# Myrmecodia paradoxa
Myrmecodia paradoxa är en måreväxtart som beskrevs av Anthony Julian Huxley och Jebb. Myrmecodia paradoxa ingår i släktet Myrmecodia och familjen måreväxter. Inga underarter finns listade i Catalogue of Life.